# Авиационна медицина
Авиационна медицина е дял на медицината за изучаване физиологичните отклонения и болестните нарушения в организма при полет в земната атмосфера. Допринася за осигуряване здравето и работоспособността на летеца, особено при големи височини, свръхголеми ускорения и други условия на съвременната реактивна летателна техника.